# كنائس بغداد

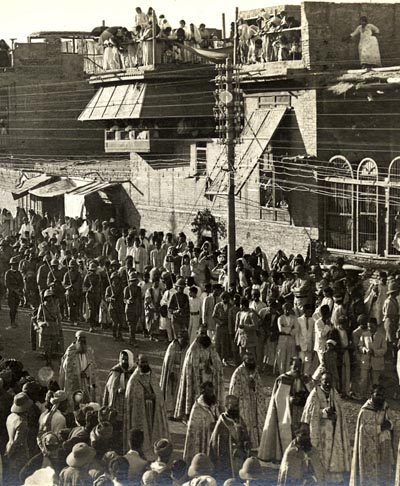
احتفال مسيحي قرب عقد النصارى في بغداد عام 1920م.

تضم مدينة بغداد العشرات من الكنائس المسيحية المنتشرة في مختلف أنحائها، حيث سكنت الطائفة المسيحية في بغداد منذ ان أنشأتها الدولة العباسية. بل يُرجع بعض المؤرخين وجود المسيحية في موقع مدينة بغداد الحالي إلى ما قبل إنشاء مدينة بغداد على يد الخليفة أبو جعفر المنصور، حيث أشار بعض المؤرخون إلى وجود أديرة مسيحية قديمة في أطراف موقع بغداد الحالي.
حاليًا تضم بغداد أكبر تجمع مسيحي في العراق، ويتألف المسيحيون في بغداد من عدة طوائف غالبيتهم من الكلدان والسريان الكاثوليك لكن يوجد تجمع كبير للكنائس الآشورية المشرقية والسريانية الأرثوذكسية مع وجود أكبر تجمع بروتستانتي في العراق في بغداد.

## تاريخ

### الفترة العربية الإسلامية

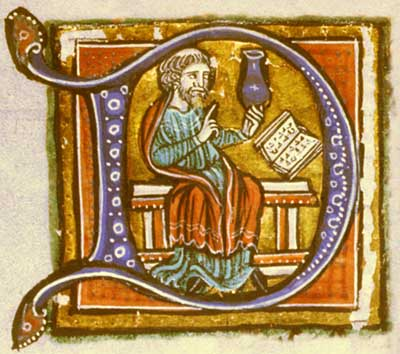
رسمة للعالم والمترجم حنين بن إسحاق المسيحي، الذي ولاه المأمون مسؤلية الترجمة في بيت الحكمة.

أصبح بيث عابي خلال بطركية جيورجيس الأول (661-680) مركز ثقافي لكنيسة المشرق فألفت فيه العديد من الكتب وخاصة تراجم وأقوال النساك الأقباط والسريان. ولعب دير مار ماري جنوب شرق بغداد حاليًا دورًا بارزًا فأصبح موقع يأمُّه الحجاج كونه يحوي رفات ماري أول المبشرين بالمسيحية بالمنطقة بحسب التقليد. 
أدى انتصار العباسيين وتحول مركز الخلافة إلى بغداد إلى تقارب بين الخلفاء وبطاركة كنيسة المشرق. فأصبح بطريرك كنيسة المشرق القاطن في بغداد ممثلاً عن جميع المسيحيين ضمن الدولة العباسية على اختلاف مذاهبهم. وسرعان ما اهتم الخلفاء بالمسيحيين المنتشرين حول بغداد بعد تأسيسها واختيارها عاصمة للدولة الإسلامية. فاستعملوهم بكثرة كحرفيين، كما اهتم الخلفاء بالتدخل المباشر من أجل تعيين بطاركة وأساقفة مناسبين لمصالحهم.
على أنه بالرغم من مكانة المسيحيين المرتفعة لم يكن الحوار بين الطرفين بين ندين متساويين اجتماعيًا، فالمسيحيين وإن كانوا موضع تقدير لثقافتهم العالية غالبًا ما كانوا موضع شك وكراهية بسبب معتقداتهم الدينية.
كان للمسيحيين خاصًة السريان من يعاقبة ونساطرة دور مهم في الترجمة والعلوم، بخاصة في بغداد أيام الدولة العباسية، وأدت الترجمة مهمة رئيسة في ازدهار الحضارة العربية الإسلامية، وقد أتقن المسيحيون منهم خاصة، الترجمة واستوعبوا محتويات الكتب المترجمة، بعدما عربوها وأعادوا صياغتها وطوروا مضمونها وأجروا عمليات نقد عليها وأعادوا إنتاج الثقافات السابقة لهم ووضعوها بين يدي العالم في ما بعد. لقد ترجم المسيحيون من اليونانية والسريانية والفارسية. وكان من أبرز مترجمي دار الحكمة المسيحيين كل من يوحنا بن ماسويه وجبريل بن بختيشوع وحنين بن إسحاق وكثير من العلماء النساطرة.
شهدت فترة العباسيين كذلك اضطهادات متفرقة عادة ما تزامنت مع فترات الحروب ضد البيزنطيين. كان أشدها في عهد الخلفاء المهدي وهارون الرشيد، والمأمون ما أدى إلى حدوث هجرات كبيرة لمسيحيي العراق إلى سواحل البحر الأسود الجنوبية وخاصة مدينة سينوبي حيث استقبلهم الإمبراطور ثيوفيلوس.
عرف عهد المتوكل بشكل عام باضطهاده للمسيحيين فكان أول خليفة عباسي فرض على المسيحيين لبس الشارة الصفراء، كما منعهم من ركوب الخيل والتبضع بأسواق الجمعة وأمر بهدم قبورهم وعدد كبير من كنائسهم. غير أنه لم يقم بإعدام أي مسيحي كما استمر العديد منهم يشغلون مناصب هامة في الدولة العباسية. أعاد سرجيوس (860-872) كرسي البطريركية إلى بغداد سنة 865. وفي عهد يوحنا الرابع (900-905) حصل أهالي بغداد المسيحيين على حق اختيار البطاركة. وحصل خلفه إبراهيم الرابع (906-937) على تأكيد من السلطات بأحقية كنيسة المشرق في تمثيل المسيحيين في الدولة العباسية. وبنتيجة ضعف سلطة الدولة إلى قيام عدة اضطرابات في بغداد أدت أحيانًا إلى تدمير الكنائس من قبل العامة كما حصل في عهد يوحنا الخامس (1000-1011) حين قتل جمع كبير من المصلين بعد إحراق كنيستهم، غير أن الخليفة المقتدر بالله (908-932) قام بعقاب المتسببين بذلك حينها. خلال سقوط بغداد على يد هولاكو سنة 1258 أمر بتأثير من زوجته بعدم التعرض للكنائس، بينما قامت قواته بتدمير باقي مباني المدينة وقتل الآلاف من سكانها. غير أن الأذى لحق بالمجتمع المسيحي في بغداد كذلك حيث تناقص عددهم بشكل ملحوظ بعد المجزرة إلى بضعة آلاف.

### الفترة القرطوسية
أدى الغزو المغولي لأوروبا بقيادة باتو خان وتأسيس القبيلة الذهبية على حدود أوروبا الشرقية إلى تدهور العلاقة بين المغول والمسيحيين الغربيين. وتدهورت أحوال المسيحيين في بغداد بحيث أصبحوا لا يجرؤون على الظهور علنًا. تمتع المسيحيون في بغداد في عهد الإلخان أبو سعيد بحماية من قبل أحد أمرائه غير أن أوضاعهم ساءت مجددًا بعد 1327. بعد وفاة أبو سعيد تصارع عدة أمراء على الحكم إلى أن تمكن الجلائري حسن برزج من بسط سيطرته على العراق. وفي عهده ظهر الأمير المسيحي المغولي هجي توجي الذي تحالف مع الجلائريين وقام باستعادة بعض الكنائس في بغداد كما دعم ترشيح دنحا الثاني (1336-1381) لرئاسة كنيسة المشرق في بغداد.

### العصور الحديثة

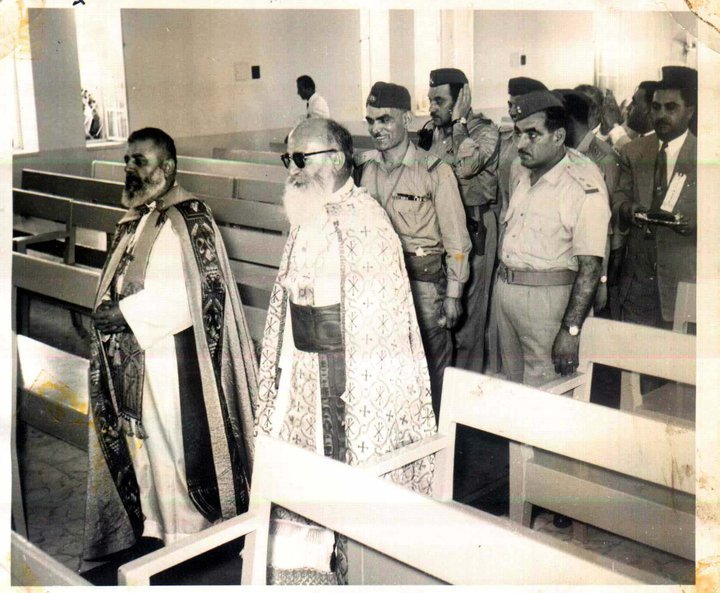
مطران العراق يوسب خننيا وأسقف بغداد إيشو سركيس برفقة الزعيم العراقي عبد الكريم قاسم خلال تدشين كنيسة مار زيا في بغداد.

في أوائل 1915 اضطر الروس إلى الانسحاب من شمال غرب فارس مؤقتًا فقام العثمانيون لدى سيطرتهم على المنطقة بعدة مجازر استهدفت مسيحييها، غير أن ميزان القوى انقلب في ربيع نفس السنة فتقدم الروس باتجاه وان وحاولوا استمالة شمعون بنيامين مجددًا. وفي نهاية الأمر قرر البطريرك في ضوء المجازر العثمانية وخصوصًا قيامهم بإعدام أحد إخوته بالموصل والوعود الروسية من انضمامه للحلفاء، إلى إعلانه الحرب على الدولة العثمانية في 10 أيار 1915. انقلب الوضع العسكري مجددًا فانسحب الروس وقامت قوات كردية غير نظامية بتركيز هجماتها على آشوريي حكاري مدمرين معظم قراهم، فاضطر هؤولاء للجوء لقمم الجبال ومن ثم الفرار نحو أورميا بقيادة بطريركهم بأواخر سنة 1915. دُرِّبَ من تبقى من الآشوريين على يد الروس وكانت للبطريرك حينها سلطة مطلقة عليهم عونه في ذلك والده والجنرال آغا بطرس. وحين تمكن البريطانيون من دخول بغداد بتشرين الأول 1917 قاموا بتشكيل جبهة من الأرمن والآشوريين والأكراد المنتمين لقبيلة شيكاك في شمال غرب فارس لوقف المد العثماني بعض أنسحاب الروس عقب الثورة البلشفية. سرعان من انهار هذا الحلف حين قام الزعيم الكردي إسماعيل سمكو الشيكاكي بالغدر بالبطريرك شمعون بنيامين واغتياله مع مرافقيه في 15 آذار 1918.
مع انتهاء حملات مذبحة سميل قامت الحكومة العراقية باحتجاز البطريرك شمعون إيشاي في بغداد ومن ثم ترحيله إلى قبرص فقضى عدة سنوات يتنقل بين جنيف وباريس لندن محاولاً عرض قضية اللاجئين الآشوريين على عصبة الأمم من دون نتيجة تذكر. تناقص عدد أتباع كنيسة العراق بشكل ملحوظ بعد مجزرة سميل سنة 1933 ليصل إلى 20,000 بقيادة المطران يوسب خنانيشو. وقطن معظمهم بقرى بشمال العمال بالإضافة إلى مدن أخرى كالموصل وأربيل وكركوك وبغداد.
منذ بدء حرب العراق عام 2003 وبسبب الميليشيات العسكرية والتنظيمات الإرهابية التي انتشرت في البلد واستهدفت المسيحيين، تأزم الوضع الإنساني في العراق بصورة كبيرة حتى أن لجنة الصليب الأحمر الدولي وصفته في مارس 2008 بأنه الوضع الإنساني الأسوأ في العالم. يُذكر أنه كانت تصل أعداد المسيحيين في منطقة الدورة حوالي 150,000 نسمة في عام 2003، لتنخفض حاليًا 1,500 بسبب الهجرة المسيحية على خلفية أعمال العنف والفلتان الأمني.
في كانون الأول/ديسبمر 2006 اختطف في بغداد سامي الريس الكاهن في الكنيسة الكلدانية وأطلق أيضاً، وبعد أيام من اختطاف الأخير أعلن عن مقتل القسيس البروتستانتي منذر الدير البالغ من العمر 69 عاماً. في عصر 31 تشرين الأول 2010 اقتحم مسلحون تابعون لمنظمة دولة العراق الإسلامية التابعة لتنظيم القاعدة في بلاد الرافدين كنيسة سيدة النجاة للسريان الكاثوليك بالكرادة في بغداد أثناء أداء مراسيم القداس. انتهت الحادثة بتفجير المسلحين لأنفسهم وقتل وجرح المئات ممن كانوا بداخل الكنيسة.

## قائمة بكنائس وأديرة وكاتدرائيات مدينة بغداد

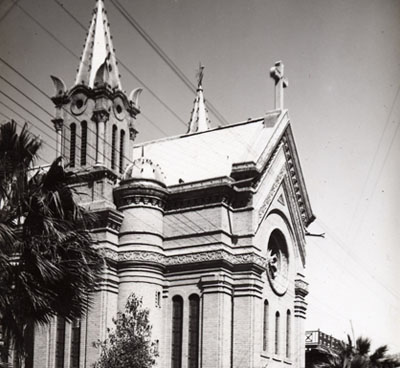
مبنى كنسية القديسة تريزا وتقع في السنك في بغداد وأشرف على بنائها المهندس باتريك بيير سنة 1928

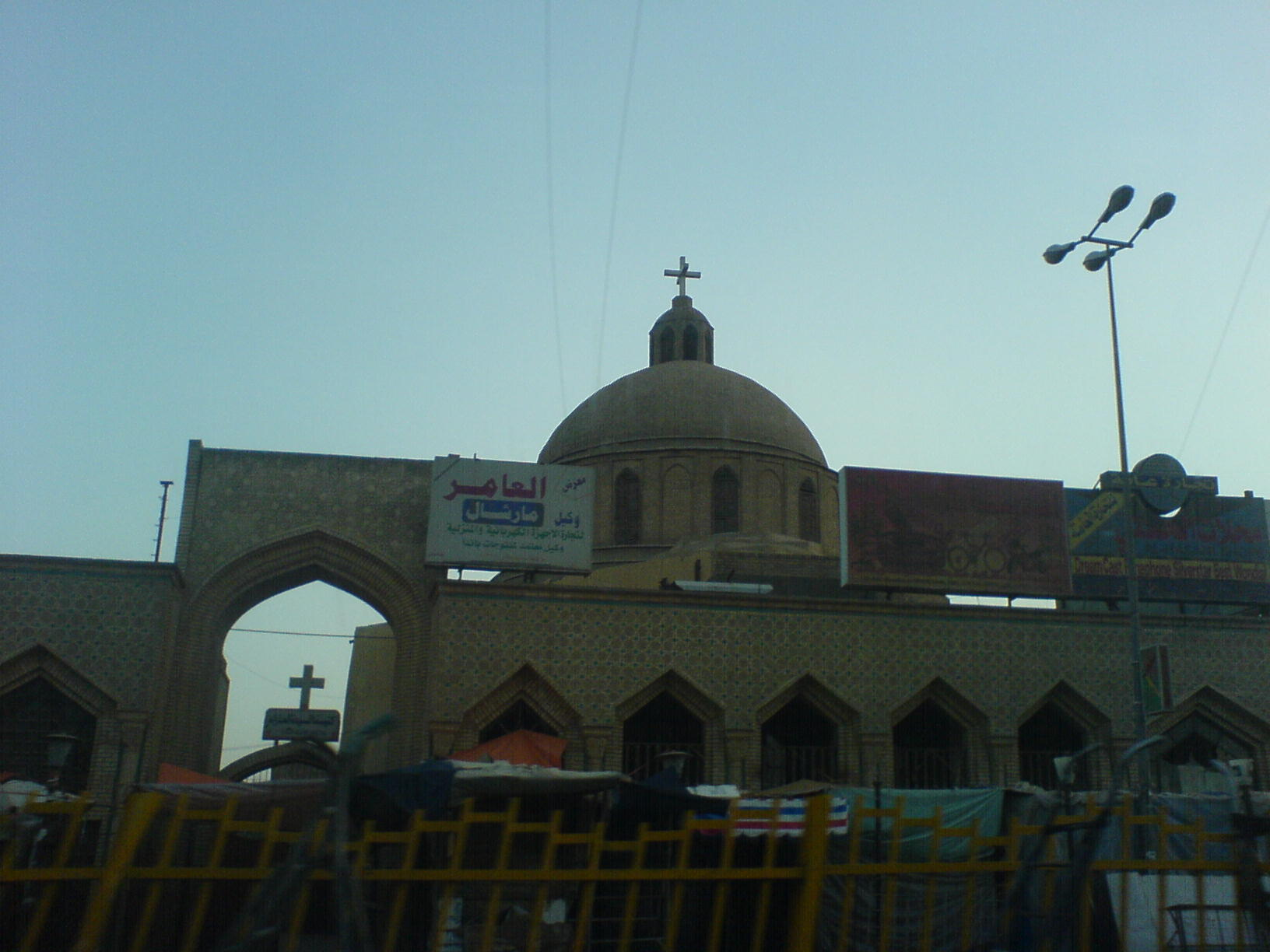
كنيسة مريم العذراء الكلدانيَّة بغداد.

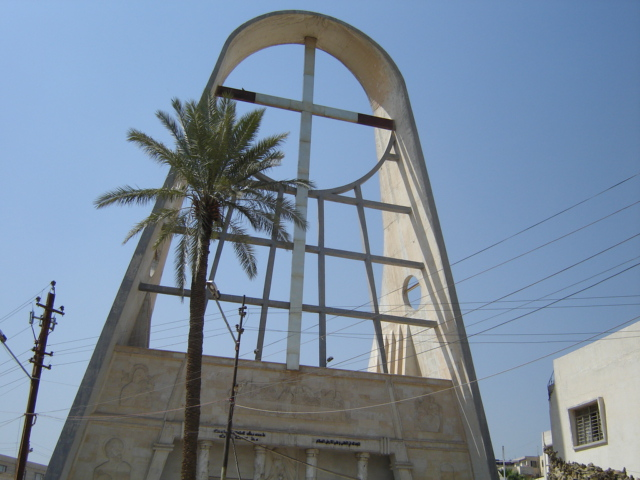
كنيسة سيدة النجاة للسريان الكاثوليك في بغداد.

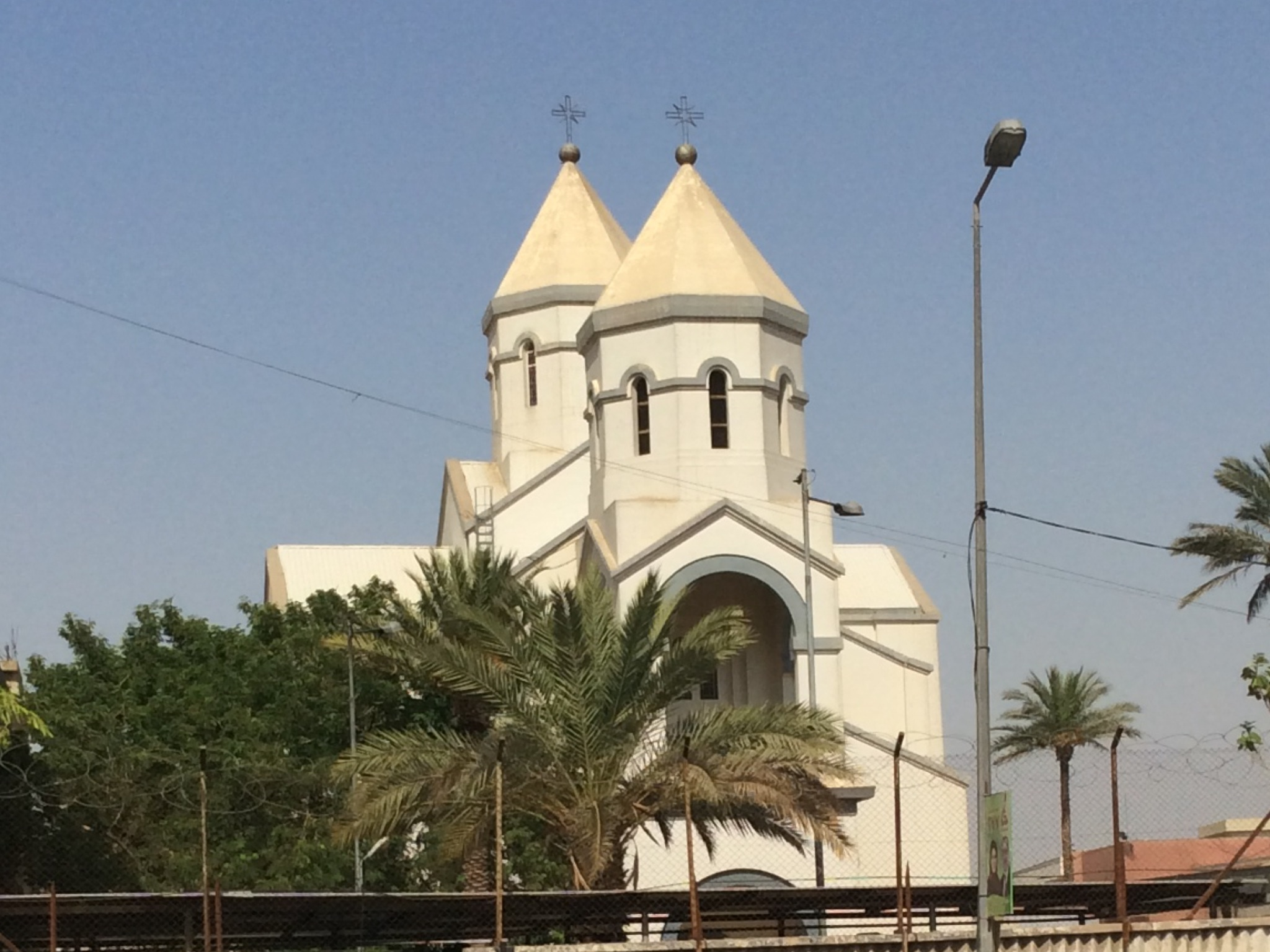
كنيسة الأرمن في بغداد في الباب الشرقي.

أدناه قائمة بالكنائس والأديرة الموجودة في مدينة بغداد المعاصرة وتشمل جميع الطوائف المسيحية في العراق.
1. كنيسة مار جرجس، مطرانية الروم الأرثوذكس منطقة كمب سارة بغداد.
2. كاتدرائية القديس يوسف للاتين، شارع 42، قرب ساحة الواثق، بغداد.
3. كنيسة العذراء فاتيما للاتين، كرادة مريم، قرب مجمع الصالحية السكني، بغداد.
4. كنيسة القديس رافائيل للاتين، الكرادة داخل، بغداد.
5. كنيسة يوحنا المعمدان للكلدان في الدورة جنوب بغداد (أغلقت أبوابها في أيار 2007 بسبب سيطرة جماعات مسلحة على منطقة الدورة وجنوب بغداد وتدمير كنيسة مار جرجس الآثورية المجاورة، لكن أعيد افتتاحها في تشرين الثاني/نوفمبر 2007 بعد سيطرة قوات الصحوة على منطقة الدورة واستقرار الوضع في الدورة).
6. كنيسة مار أفرام للكلدان في الشالجية.
7. كنيسة مار يوسف شفيع العمال للكلدان في نفق الشرطة ببغداد.
8. كاتدرائية القديس أندراوس الرسول، للروم الأرثوذكس في بغداد.
9. كنيسة الصعود للكلدان في حي المشتل شرق بغداد.
10. كنيسة مار ماري للكلدان في شارع فلسطين شرق بغداد.
11. كنيسة أم الأحزان للكلدان في عقد النصارى وسط بغداد.
12. كنيسة أُم المعونة للكلدان قرب بارك السعدون وسط بغداد.
13. كنيسة العائلة المقدسة للكلدان في البتاويين وسط بغداد.
14. كنيسة مار يوسف، (خربندة) للكلدان في حي الكرادة، بغداد والتي بنيت عام 1956م.
15. كنيسة مريم العذراء سلطانة الوردية للكلدان كرادة خارج، بغداد شيدت عام 1961م (يزورها المسلمون والمسيحيون من أهل المنطقة على حد سواء للتبرك).
16. كنيسة الأدفنتست (السبتيين) في شارع النضال شرق بغداد وقد بنيت سنة 1958م.
17. كنيسة القلب الأقدس للأرمن الكاثوليك وتقع في الكرادة الشرقية، بغداد.
18. كنيسة الثالوث الاقدس للكلدان، الحبيبية، بغداد.
19. كنيسة مار بثيون للكلدان، حي البلديات، شرق بغداد افتتحت عام 1978م.
20. كنيسة مار بطرس وبولس للكلدان، حي الميكانيك، جنوب بغداد.
21. كنيسة تهنئة العذراء للكلدان، حي زيونة، شرق بغداد.
22. كنيسة مار توما، النعيرية، شرق بغداد.
23. كنيسة القديسة شموني المشرق الآشورية، حي الآثوريين الدورة جنوب بغداد.
24. كاتدرائية مريم العذراء للكنيسة الشرقية القديمة، حي الرياض بغداد.
25. كنيسة القديسة حنه للكلدان، بغداد.
26. كنيسة مار كوركيس للكلدان، بغداد الجديدة، شرق بغداد.
27. كنيسة مار بولس للكلدان، الزعفرانية، جهة الرصافة شرق بغداد.
28. كنيسة الرسولين بطرس وبولس للسريان الأرثوذكس في شارع الجامعة التكنولوجية ببغداد شيدت عام 1964م.
29. كنيسة مار إيليا الحيري للكلدان، حي بغداد الجديدة شرق بغداد. (استهدفت يتفجير سيارة مفخخة يوم 1 أغسطس/آب 2004 مما أدى لمقتل وجرح عدد من الأشخاص).
30. كنيسة الروم الكاثوليك في حي الكرادة الشرقية ببغداد شيدت عام 1962م (تعرضت للتفجير بسيارة مفخخة عام 2004).
31. كنيسة انتقال مريم العذراء للكلدان، حي المنصور، غرب بغداد بنيت عام 1966م.
32. دير مار أنطونيوس، بغداد.
33. كنيسة مار زيا المشرق الآشورية في حي كرادة مريم وسط بغداد.
34. كنيسة سيدة الكرمل للاتين.
35. كنيسة الحياة الجديدة الرسولية، شارع 42.
36. كنيسة الاتحاد الانجيلية الوطنية، قرب ساحة الواثق، الرصافة بغداد.
37. الكنيسة الآثورية الإنجيلية في ساحة الطيران ببغداد.
38. الكنيسة الإنجيلية الأرمنية في بغداد الكرادة.
39. كنيسة مار عوديشو المشرق الآشورية قرب كراج الأمانة ببغداد.
40. كنيسة مار ماري المشرق الآشورية في منطقة الأمين شرق بغداد.
41. كاتدرائية سيدة النجاة للسريان الكاثوليك في حي الكرادة بغداد المشهورة بصليبها الكبير الذي تستطيع ملاحظته من جميع أرجاء الكرادة وتعرف محلياً باسم أم الطاق. شيدت عام 1968م (تعرضت هذه الكنيسة لتفجير بسيارة مفخخة عام 2004 أدى لجرح 50 شخصا على الأقل. كما قام مسلحون باقتحامها وقتل أكثر من 50 من المصلين أثناء قداس الأحد في 31 تشرين الأول، (أنظر مجزرة سيدة النجاة).
42. كنيسة السريان الكاثوليك في الباب الشرقي، وسط بغداد بنيت عام 1841.
43. كنيسة سانت جورج الانغليكانية في الباب الشرقي وسط بغداد.
44. كنيسة مار بهنام الشهيد للسريان الكاثوليك في الغدير ، افتتحت عام 1982م.
45. كنيسة مار متي للسريان الأرثودكس في الغدير.
46. كنيسة مار يوسف للسريان الكاثوليك في المنصور ببغداد.
47. كنيسة مار كيوركيس للآثوريين في الدورة (تدمرت بشكل كبير في تفجير عام 2004، وأَُحْرِقَت في شهر أيار 2007 على يد مجهولين).
48. كنيسة غريغور الأرمنية أو كنيسة القديس كريكورللأرمن الأرثوذكس في الباب الشرقي. و أحيانا تسمى كنيسة مسكنته.(تعرضت لتفجير بسيارة مفخخة عام 2004 ضمن سلسلة هجمات مماثلة ضد كنائس في بغداد و الموصل).
49. كنيسة مريم العذراء للأرمن في منطقة الميدان. وهي أقدم كنائس الأرمن إذ بنيت عام 1639م زمن الدولة العثمانية بناءّ على طلب أحد القادة العسكريين والذي كان أرميني الأصل [بحاجة لمصدر] بعد أن سجلت طائفة الأرمن كطائفة تدين بالمسيحية في العراق عام 1638.
50. كنيسة القديس كرابيت للأرمن الأرثوذكس في كمب سارة شرق بغداد.
51. كنيسة اللاتين أو السيدة العذراء ل الأقباط الأرثودكس حاليا، تقع في شارع الخلفاء في الشورجة ببغداد، بنيت عام 1866. يوجد فيها قبر أنستانس الكرملي الذي توفي عام 1947. أحرقت على يد الجيش التركي خلال انسحابه من بغداد، أعيد ترميمها عام 1920، استملكتها الحكومة العراقية عام 1956. بقيت مغلقة بين عام 1966 و1976 حيث استلمها الأقباط الأرثوذكس الذين تزايد عددهم في بغداد بفعل العمال المصريين القادمين للعمل في العراق خلال تلك الفترة.
52. كاتدرائية سيدة الزهور للأرمن الكاثوليك في الكرادة.
53. كنيسة مارعمانوئيل للسريان أرثوذكس في حي الجامعة، بغداد (فُجّرت في 13 أيار 2005 على يد تنظيم القاعدة((جماعة الطائفة المنصورة))[بحاجة لمصدر]
54. كنيسة مار قرداغ المشرق الآشورية في كمب الكيلاني شرق بغداد.
55. كنيسة مريم العذراء المشرق الآشورية في النعيرية شرق بغداد.
56. كنيسة حافظة الزروع للكلدان، فيالبياع جنوب بغداد.
57. كنيسة مريم الطاهرة في كمب الكيلاني شرق بغداد.
58. كنيسة مار يعقوب للكلدان في حي آسيا في الدورة جنوب بغداد.
59. كنيسة القديسة ترازيا في السنك في بغداد.
60. كنيسة مار توماس للسريان الأرثوذكس في المنصور
61. كنيسة الحكمة الإلهية للكلدان في الشماسية في بغداد.
62. دير أخوة الفوكولاري في حي الدورة جنوب بغداد.
63. دير الرهبان الكلدان في الدورة جنوب بغداد.
64. دير راهبات الكلدان في حي المسبح شرق بغداد.
65. دير الآباء الدومينكان في حي العلوية وسط بغداد.
66. دير الآباء السالزيان في حي الدورة جنوب بغداد.
67. دير الملاك روفائيل في حي الميكانيك في الدورة جنوب بغداد.
68. كنيسة مار بهنام و أخته سارة للسريان الأرثوذكس في الدورة حي الميكانيك.
69. دير القديسة حنه للراهبات الكلدان في بغداد الكرادة.
70. كنيسة القلب الأقدس للكلدان في ساحة التحريات.
71. كنيسة الأقباط في بغداد الجديدة.
72. دير السلام في شارع فلسطين.
73. كنيسة السريان الأرثوذكس في زيونة.
74. كنيسة مار زيا الطوباوي حي الميكانيك في الدورة.